# La Bellière (Seine-Maritime)
La Bellière ist eine französische Gemeinde mit 50 Einwohnern (Stand 1. Januar 2022) im Département Seine-Maritime in der Region Normandie. Sie gehört zum Arrondissement Dieppe und zum Kanton Gournay-en-Bray. Die Einwohner werden Bellois genannt.

## Geographie
La Bellière liegt etwa 63 Kilometer südöstlich von Dieppe im Pays de Bray am Fluss Epte. Sie grenzt an Forges-les-Eaux, Longmesnil, Pommereux und Saumont-la-Poterie.

## Bevölkerungsentwicklung
| Jahr      | 1962 | 1968 | 1975 | 1982 | 1990 | 1999 | 2007 | 2014 |
| Einwohner | 92   | 90   | 62   | 75   | 54   | 71   | 59   | 55   |

## Sehenswürdigkeiten
- Kirche Saint-Laurent